# Caught Up in You
«Caught Up in You» es una canción de la cantante estadounidense Victoria Justice, fue lanzada el 25 de junio de 2013 por Columbia Records como su segundo sencillo solista.

## Lista de canciones
| N.º | Título             | Escritor(es)     | Duración |  |
| 1.  | «Caught Up in You» | Victoria Justice | 3:30     |  |